# Ghaychak

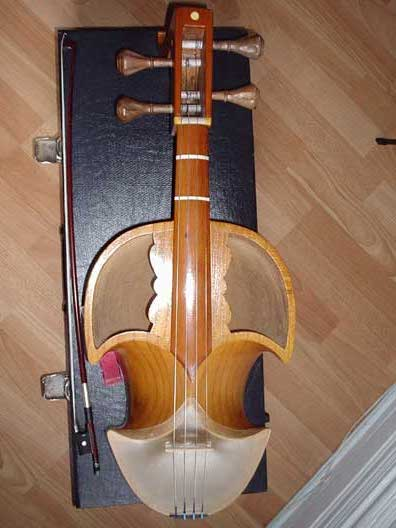
Ghaychak

Le ghaychak (ou gheychak) est un rebab originaire de Perse.

## Lutherie
Il s'agit d'un rebab à 3 ou 4 cordes à court chevalet. Similaire à la sorud, il est utilisé par les peuples iraniens et baloutche. La caisse de résonance est taillée dans un seul et même morceau de bois.

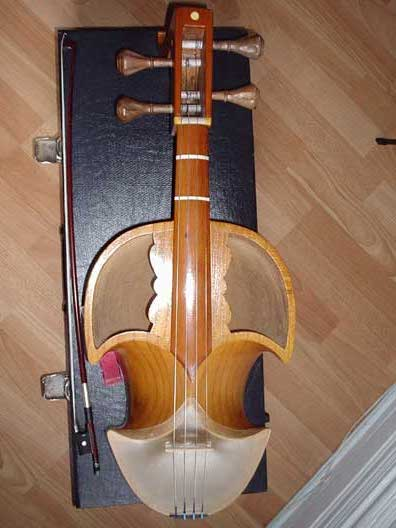
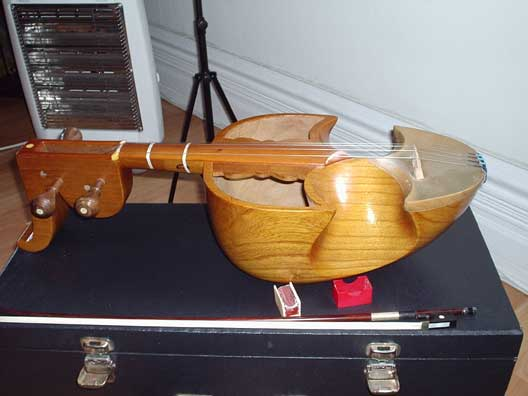